# Liga der Neutralen
Die Liga der Neutralen war eine Gruppe europäischer Staaten, die sich 1870 gegenseitig die Neutralität im Deutsch-Französischen Krieg versicherten, um eine Ausweitung des Konflikts auf ganz Europa zu vermeiden. Formal handelte es sich jedoch um keinen multilateralen Vertrag, sondern nur um zwischenstaatliche Vereinbarungen.

## Ursprung
Motor der Liga war der italienische Außenminister Emilio Visconti-Venosta. Ihn trieb die Sorge um, dass französischer Druck Österreich zu einem Kriegseintritt bewegen könnte. Bei raschen französischen Siegen wären die diplomatischen Folgen unabsehbar. In Italien selbst war die Mehrheit des Kabinetts für Neutralität, doch König Viktor Emanuel II. wünschte sich einen Kriegseintritt auf französischer Seite. Der König träumte davon, doch noch die Ziele des gescheiterten französisch-österreichisch-italienischen Dreibundes von 1869 zu verwirklichen.
Am 21. Juli 1870, also wenige Tage nach der französischen Kriegserklärung an Preußen, veröffentlichte Visconti-Venosta einen Artikel zum Thema. Im Opinione aus Florenz beschrieb er eine Liga der Neutralen, die eine Ausweitung des Krieges verhindern sollte. Gerade wenn der Krieg nur kurz dauern sollte, bestünde die Chance, dass er auf Frankreich und Norddeutschland beschränkt bleibt.
Britische Diplomaten äußerten große Sympathie für Visconti-Venostas Vorschlag; das Mittel sollte aber kein multilateraler Vertrag sein, der Großbritanniens Freiheit zu sehr eingeschränkt hätte. Aber Außenminister Granville konnte sich vorstellen, mit jeder der nichtkriegführenden Nationen ein getrenntes Abkommen zu unterzeichnen. Am 17. August, nachdem Preußen bereits mehrere wichtige Schlachten gewonnen hatte, schrieb der britische Außenminister dem italienischen Botschafter: Keines der beteiligten Länder würde von seiner Neutralität abrücken, ohne das jeweils andere darüber zuvor informiert zu haben. Das italienische Kabinett stimmte zu und folgte am 22. August mit einer eigenen Erklärung. Der entsprechende Notenaustausch mit Großbritannien, Italien, dem Osmanischen Reich, Spanien und Dänemark folgte vom 31. August bis zum 1. September.

## Folgen für den Norddeutschen Bund
Der norddeutsche Bundeskanzler Otto von Bismarck hatte zunächst keinen Grund zur Änderung seiner Politik: Die Absichten der Liga lagen offen zu Tage, und er hatte etwas in der Art vorausgesehen. Er befürchtete jedoch, dass die Liga im Laufe des Krieges sich einmischen würde. Anfang September hatte Frankreich die Schlacht von Sedan verloren und Napoleon III. war in Kriegsgefangenschaft geraten. Bismarck hörte von britischen Befürchtungen, dass Frankreichs Macht zu stark abnehmen könnte. Diplomatische Aktivität zwischen Wien und St. Petersburg bereitete ihm Sorge, ob der russische Partner sich umorientieren könnte.
Bismarck behandelte Russland mit größter Zuvorkommenheit, ließ aber über den Botschafter die Befürchtung übermitteln, dass ein Deutschland auferzwungener, ungünstiger Frieden negative Auswirkungen auf die öffentliche Meinung habe. Dies bereite angeblich den Boden für eine sozialistische Republik in Deutschland. Damit nutzte Bismarck die Revolutionsangst des russischen Zaren aus. Eine nationale Unruhe in Mitteleuropa könnte sich auf das russisch besetzte Polen übertragen. Der Bundeskanzler sicherte sich im Verlauf des Krieges die russische Neutralität schließlich dadurch, dass er Russland seine diplomatische Unterstützung dabei gab, die Meerengen-Klausel (die russische Kriegsschiffe von den Dardanellen fernhielt) von 1856 zu beseitigen.

## Belege
1. ↑  David Wetzel: A Duel of Nations. Germany, France and the Diplomacy of the War 1870–1871. The University of Wisconsin Press, Madison/London 2012, S. 45.
2. ↑  David Wetzel: A Duel of Nations. Germany, France and the Diplomacy of the War 1870–1871. The University of Wisconsin Press, Madison/London 2012, S. 50–52.
3. ↑  David Wetzel: A Duel of Nations. Germany, France and the Diplomacy of the War 1870–1871. The University of Wisconsin Press, Madison/London 2012, S. 61–63.
4. ↑  David Wetzel: A Duel of Nations. Germany, France and the Diplomacy of the War 1870–1871. The University of Wisconsin Press, Madison/London 2012, S. 63/64.
5. ↑  Geoffrey Wawro: The Franco-Prussian War. The German Conquest of France in 1870–1871. Oxford University Press, Oxford u. a. 2003, S. 239.